# Arthrophyllum pulgarense
Arthrophyllum pulgarense là một loài thực vật thuộc họ Araliaceae. Đây là loài đặc hữu của Philippines.